# Mauricio Sandoval
Mauricio Sandoval (* 20. Februar 1998) ist ein bolivianischer Hürdenläufer, der sich auf die 110-Meter-Distanz spezialisiert hat.

## Sportliche Laufbahn
Erste Erfahrungen bei internationalen Meisterschaften sammelte Mauricio Sandoval im Jahr 2017, als er bei den Panamerikanischen-Juniorenmeisterschaften in Trujillo mit 15,11 s über die U20-Hürden in der ersten Runde ausschied. Im Jahr darauf nahm er an den Südamerikaspielen in Cochabamba teil, schied aber auch dort mit 14,92 s im Vorlauf aus. 2019 belegte er bei den Südamerikameisterschaften in Lima in 15,04 s den siebten Platz und 2020 wurde er bei den erstmals ausgetragenen Hallensüdamerikameisterschaften in Cochabamba mit neuem Landesrekord von 8,18 s Fünfter im 60-Meter-Lauf. Zwei Jahre später erreichte er bei den Hallensüdamerikameisterschaften ebendort mit 8,21 s Rang sieben und 2024 belegte er bei den Hallensüdamerikameisterschaften ebendort in 8,61 s den sechsten Platz.
In den Jahren 2018, 2019 und 2023 wurde Sandoval bolivianischer Meister im 110-Meter-Hürdenlauf sowie 2020, 2022 und 2023 Hallenmeister über 60 m Hürden.

## Persönliche Bestzeiten
- 110 m Hürden: 14,91 s (+1,9 m/s), 23. Juni 2019 in Cochabamba
  - 60 m Hürden (Halle): 8,18 s, 1. Februar 2020 in Cochabamba (bolivianischer Rekord)